# Sclerostagonospora
Sclerostagonospora är ett släkte av svampar. Sclerostagonospora ingår i familjen Phaeosphaeriaceae, ordningen Pleosporales, klassen Dothideomycetes, divisionen sporsäcksvampar och riket svampar.
|                    | Cicinobolus                                   |
|                    |                                               |
|                    | Stagonospora                                  |
|                    |                                               |
|                    | Hendersonia                                   |
|                    |                                               |
|                    | Eudarluca                                     |
|                    |                                               |
| Sclerostagonospora | \| \| Sclerostagonospora heraclei \| \| \| \| |
|                    | \| \| Sclerostagonospora heraclei \| \| \| \| |
|                    | Ampelomyces                                   |
|                    |                                               |
|                    | Wilmia                                        |
|                    |                                               |
|                    | Phaeosphaeria                                 |
|                    |                                               |
|                    | Carinispora                                   |
|                    |                                               |
|                    | Phaeoseptoria                                 |
|                    |                                               |
|                    | Parabotryon                                   |
|                    |                                               |
|                    | Ophiosphaerella                               |
|                    |                                               |
|                    | Sphaerellopsis                                |
|                    |                                               |
|                    | Tiarospora                                    |
|                    |                                               |
|                    | Scolecosporiella                              |
|                    |                                               |
|                    | Monascostroma                                 |
|                    |                                               |
|                    | Lautitia                                      |
|                    |                                               |
|                    | Mixtura                                       |
|                    |                                               |
|                    | Hadrospora                                    |
|                    |                                               |
|                    | Nodulosphaeria                                |
|                    |                                               |
|                    | Barria                                        |
|                    |                                               |
|                    | Phaeosphaeriopsis                             |
|                    |                                               |
|                    | Isthmosporella                                |
|                    |                                               |
|                    | Katumotoa                                     |
|                    |                                               |
|                    | Sclerostagonospora heraclei                   |
|                    |                                               |

|  | Sclerostagonospora heraclei |
|  |                             |